# Can Pau de l'Arna
Can Pau de l'Arna és una masia de l'Hospitalet de Llobregat (Barcelonès) protegida com a bé cultural d'interès local.

## Descripció
És una masia de tipus basilical. L'edifici té planta i pis principal, amb unes golfes de teulada independent sobre las part central de l'edifici. Les obertures de la planta baixa i el primer pis són allindanades i estan emmarcades per carreus de pedra. Les tres portes del primer pis donen pas a balcons amb la barana de ferro. A les golfes hi ha tres finestres d'arc de mig punt que tenen la línia d'imposta motllurada. El ràfec de la teulada està decorat amb una motllura que, quan arriba a les golfes, continua recte separant el primer pis del superior.
Al costat dret hi ha un cos annex de planta baixa i un pis. Al primer pis s'obre una galeria de tres arcs de mig punt, però un d'ells està tapiat.
Davant de la casa hi ha un pati i l'accés al recinte es fa mitjançant una reixa metàl·lica.